# Liste der Nummer-eins-Hits in den USA (2025)
Dies ist eine Liste der Nummer-eins-Hits in den USA im Jahr 2025. Die Spitzenreiter der US-Hot-100-Singlecharts und der Top-200-Albumcharts werden vom Magazin Billboard veröffentlicht.

## Singles
| ← 2024 ← | Liste der Nummer-eins-Hits in den USA | Liste der Nummer-eins-Hits in den USA | Liste der Nummer-eins-Hits in den USA | |
| \| Zeitraum \| Wo. ges. \| Interpret \| Titel Autor(en) \| Zusätzliche Informationen \| \| (Zeitraum, Wochen auf Platz eins, Interpret, Titel, Autor[en], zusätzliche Informationen) \| \| \| \| \| \| ----------------------------------------------------------------------------------------- \| -------- \| ------------------------------------- \| ------------------------------------------------------------------------------------------------------------------------------------------- \| --------------------------------------------------------------------------------------------------------------------------------------------------------------------------------------------------------------------------------------------------------------------------------------------------------------------------------------------------- \| \| 8. Dezember 2024 – 4. Januar 2025 4 Wochen (insgesamt 18) \| 18 \| Mariah Carey \| All I Want for Christmas Is You Walter N. Afanasieff, Mariah Carey \| – \| \| 5. Januar 2025 – 1. Februar 2025 4 Wochen (insgesamt 5) \| 5 \| Lady Gaga & Bruno Mars \| Die with a Smile Dernst Emile II, James Edward Fauntleroy II, Stefani Joanne Angelina Germanotta, Peter Gene Hernandez, Andrew Wotman \| Für Bruno Mars ist es der neunte Nummer-eins-Hit in den USA. Lady Gaga steht zum sechsten Mal an der Spitze. \| \| 2. Februar 2025 – 8. Februar 2025 1 Woche \| 1 \| Travis Scott \| 4×4 Jacques Webster II, Brytavious Chambers, Michael Mulé, Isaac de Boni, Carlton Mays, Jr., Quavious Marshall, Kiari Cephus, Kirshnik Ball \| Als Solointerpret ist es für Travis Scott bereits der vierte Nummer-eins-Hit in den USA, inklusive seiner Beteiligung am Duo The Scotts der fünfte. In der zweiten Woche fiel das Lied um 56 Positionen auf Rang 57 und stellte damit den Rekord von Jimins Like Crazy als größten Fall von Platz eins in der Geschichte der Billboard Hot 100 ein. \| \| 9. Februar 2025 – 15. Februar 2025 1 Woche (insgesamt 5) \| 5 \| Lady Gaga & Bruno Mars \| Die with a Smile Dernst Emile II, James Edward Fauntleroy II, Stefani Joanne Angelina Germanotta, Peter Gene Hernandez, Andrew Wotman \| – \| \| 16. Februar 2025 – 22. Februar 2025 1 Woche (insgesamt 3) \| 3 \| Kendrick Lamar \| Not Like Us Raymond Charles Robinson, Sean Aaron Momberger, Kendrick Lamar Duckworth, Dijon Isaiah McFarlane \| – \| \| 23. Februar 2025 – 24. Mai 2025 13 Wochen \| 13 \| Kendrick Lamar feat. SZA \| Luther Marvin Pentz Gaye Jr., Atia Chade Boggs, Samuel Joseph Dew, Kendrick Lamar Duckworth, Solána Imani Rowe \| Für Kendrick Lamar ist es bereits der sechste Nummer-eins-Hit in den USA sowie der zweite im Jahr 2025. SZA steht zum dritten Mal an der Spitze. \| \| 25. Mai 2025 – 31. Mai 2025 1 Woche \| 1 \| Morgan Wallen feat. Tate McRae \| What I Want Morgan Wallen, Tate McRae, Jacob Kasher Hindlin, Ryan Vojtesak, John Byron, Joe Reeves \| Für Morgan Wallen ist es bereits der vierte Nummer-eins-Hit in den USA. Tate McRae steht zum ersten Mal an der Spitze. \| \| 1. Juni 2025 – 14. Juni 2025 2 Wochen (insgesamt 10) \| 10 \| Alex Warren \| Ordinary Alexander Warren Hughes, Adam Yaron, Caleb Shapiro, Margaret Elizabeth Chapman \| – \| \| 15. Juni 2025 – 21. Juni 2025 1 Woche \| 1 \| Sabrina Carpenter \| Manchild Amy Rose Allen, Jack Michael Antonoff, Sabrina Annlynn Carpenter \| Für Sabrina Carpenter ist es bereits der zweite Nummer-eins-Hit in den USA. \| \| 22. Juni 2025 – 9. August 2025 7 Wochen (insgesamt 10) \| 10 \| Alex Warren \| Ordinary Alexander Warren Hughes, Adam Yaron, Caleb Shapiro, Margaret Elizabeth Chapman \| – \| \| 10. August 2025 – 16. August 2025 1 Woche \| 1 \| Huntr/X (Ejae, Audrey Nuna & Rei Ami) \| Golden Kim Eun-jae, Mark Sonnenblick \| – \| \| 17. August 2025 – 23. August 2025 1 Woche (insgesamt 10) \| 10 \| Alex Warren \| Ordinary Alexander Warren Hughes, Adam Yaron, Caleb Shapiro, Margaret Elizabeth Chapman \| – \| |                                       |                                       | | |
| ← 2024 |                                       |                                       | | |
| Zeitraum | Wo. ges.                              | Interpret                             | Titel Autor(en) | Zusätzliche Informationen |
| (Zeitraum, Wochen auf Platz eins, Interpret, Titel, Autor[en], zusätzliche Informationen) |                                       |                                       | | |
| 8. Dezember 2024 – 4. Januar 2025 4 Wochen (insgesamt 18) | 18                                    | Mariah Carey                          | All I Want for Christmas Is You Walter N. Afanasieff, Mariah Carey                                                                          | – |
| 5. Januar 2025 – 1. Februar 2025 4 Wochen (insgesamt 5) | 5                                     | Lady Gaga & Bruno Mars                | Die with a Smile Dernst Emile II, James Edward Fauntleroy II, Stefani Joanne Angelina Germanotta, Peter Gene Hernandez, Andrew Wotman       | Für Bruno Mars ist es der neunte Nummer-eins-Hit in den USA. Lady Gaga steht zum sechsten Mal an der Spitze. |
| 2. Februar 2025 – 8. Februar 2025 1 Woche | 1                                     | Travis Scott                          | 4×4 Jacques Webster II, Brytavious Chambers, Michael Mulé, Isaac de Boni, Carlton Mays, Jr., Quavious Marshall, Kiari Cephus, Kirshnik Ball | Als Solointerpret ist es für Travis Scott bereits der vierte Nummer-eins-Hit in den USA, inklusive seiner Beteiligung am Duo The Scotts der fünfte. In der zweiten Woche fiel das Lied um 56 Positionen auf Rang 57 und stellte damit den Rekord von Jimins Like Crazy als größten Fall von Platz eins in der Geschichte der Billboard Hot 100 ein. |
| 9. Februar 2025 – 15. Februar 2025 1 Woche (insgesamt 5) | 5                                     | Lady Gaga & Bruno Mars                | Die with a Smile Dernst Emile II, James Edward Fauntleroy II, Stefani Joanne Angelina Germanotta, Peter Gene Hernandez, Andrew Wotman       | – |
| 16. Februar 2025 – 22. Februar 2025 1 Woche (insgesamt 3) | 3                                     | Kendrick Lamar                        | Not Like Us Raymond Charles Robinson, Sean Aaron Momberger, Kendrick Lamar Duckworth, Dijon Isaiah McFarlane                                | – |
| 23. Februar 2025 – 24. Mai 2025 13 Wochen | 13                                    | Kendrick Lamar feat. SZA              | Luther Marvin Pentz Gaye Jr., Atia Chade Boggs, Samuel Joseph Dew, Kendrick Lamar Duckworth, Solána Imani Rowe                              | Für Kendrick Lamar ist es bereits der sechste Nummer-eins-Hit in den USA sowie der zweite im Jahr 2025. SZA steht zum dritten Mal an der Spitze. |
| 25. Mai 2025 – 31. Mai 2025 1 Woche | 1                                     | Morgan Wallen feat. Tate McRae        | What I Want Morgan Wallen, Tate McRae, Jacob Kasher Hindlin, Ryan Vojtesak, John Byron, Joe Reeves                                          | Für Morgan Wallen ist es bereits der vierte Nummer-eins-Hit in den USA. Tate McRae steht zum ersten Mal an der Spitze. |
| 1. Juni 2025 – 14. Juni 2025 2 Wochen (insgesamt 10) | 10                                    | Alex Warren                           | Ordinary Alexander Warren Hughes, Adam Yaron, Caleb Shapiro, Margaret Elizabeth Chapman                                                     | – |
| 15. Juni 2025 – 21. Juni 2025 1 Woche | 1                                     | Sabrina Carpenter                     | Manchild Amy Rose Allen, Jack Michael Antonoff, Sabrina Annlynn Carpenter                                                                   | Für Sabrina Carpenter ist es bereits der zweite Nummer-eins-Hit in den USA. |
| 22. Juni 2025 – 9. August 2025 7 Wochen (insgesamt 10) | 10                                    | Alex Warren                           | Ordinary Alexander Warren Hughes, Adam Yaron, Caleb Shapiro, Margaret Elizabeth Chapman                                                     | – |
| 10. August 2025 – 16. August 2025 1 Woche | 1                                     | Huntr/X (Ejae, Audrey Nuna & Rei Ami) | Golden Kim Eun-jae, Mark Sonnenblick | – |
| 17. August 2025 – 23. August 2025 1 Woche (insgesamt 10) | 10                                    | Alex Warren                           | Ordinary Alexander Warren Hughes, Adam Yaron, Caleb Shapiro, Margaret Elizabeth Chapman                                                     | – |

## Alben
| ← 2024 ← | Liste der Nummer-eins-Alben in den USA | Liste der Nummer-eins-Alben in den USA | Liste der Nummer-eins-Alben in den USA |                           |
| \| Zeitraum \| Wo. ges. \| Interpret \| Titel \| Zusätzliche Informationen \| \| (Zeitraum, Wochen auf Platz eins, Interpret, Titel, zusätzliche Informationen) \| \| \| \| \| \| ------------------------------------------------------------------------------ \| -------- \| ----------------------- \| -------------------- \| ------------------------- \| \| 29. Dezember 2024 – 11. Januar 2025 2 Wochen (insgesamt 13) \| 13 \| SZA \| SOS \| – \| \| 12. Januar 2025 – 18. Januar 2025 1 Woche \| 1 \| Lil Baby \| WHAM \| – \| \| 19. Januar 2025 – 8. Februar 2025 3 Wochen (insgesamt 4) \| 4 \| Bad Bunny \| Debí tirar más fotos \| – \| \| 9. Februar 2025 – 15. Februar 2025 1 Woche \| 1 \| The Weeknd \| Hurry Up Tomorrow \| – \| \| 16. Februar 2025 – 22. Februar 2025 1 Woche (insgesamt 3) \| 3 \| Kendrick Lamar \| GNX \| – \| \| 23. Februar 2025 – 1. März 2025 1 Woche \| 1 \| PartyNextDoor & Drake \| Some Sexy Songs 4 U \| – \| \| 2. März 2025 – 8. März 2025 1 Woche \| 1 \| Tate McRae \| So Close to What \| – \| \| 9. März 2025 – 15. März 2025 1 Woche (insgesamt 3) \| 3 \| Kendrick Lamar \| GNX \| – \| \| 16. März 2025 – 22. März 2025 1 Woche \| 1 \| Lady Gaga \| Mayhem \| – \| \| 23. März 2025 – 5. April 2025 2 Wochen (insgesamt 3) \| 3 \| Playboi Carti \| Music \| – \| \| 6. April 2025 – 12. April 2025 1 Woche (insgesamt 3) \| 3 \| Ariana Grande \| Eternal Sunshine \| – \| \| 13. April 2025 – 19. April 2025 1 Woche (insgesamt 3) \| 3 \| Playboi Carti \| Music \| – \| \| 20. April 2025 – 26. April 2025 1 Woche \| 1 \| Ken Carson \| More Chaos \| – \| \| 27. April 2025 – 3. Mai 2025 1 Woche (insgesamt 13) \| 13 \| SZA \| SOS \| – \| \| 4. Mai 2025 – 10. Mai 2025 1 Woche \| 1 \| Ghost \| Skeletá \| – \| \| 11. Mai 2025 – 17. Mai 2025 1 Woche (insgesamt 4) \| 4 \| Bad Bunny \| Debí tirar más fotos \| – \| \| 18. Mai 2025 – 24. Mai 2025 1 Woche \| 1 \| Sleep Token \| Even in Arcadia \| – \| \| 25. Mai 2025 – 19. Juli 2025 8 Wochen \| 8 \| Morgan Wallen \| I’m the Problem \| – \| \| 20. Juli 2025 – 26. Juli 2025 1 Woche \| 1 \| JackBoys & Travis Scott \| JackBoys 2 \| – \| |                                        |                                        |                                        |                           |
| ← 2024 |                                        |                                        |                                        |                           |
| Zeitraum | Wo. ges.                               | Interpret                              | Titel                                  | Zusätzliche Informationen |
| (Zeitraum, Wochen auf Platz eins, Interpret, Titel, zusätzliche Informationen) |                                        |                                        |                                        |                           |
| 29. Dezember 2024 – 11. Januar 2025 2 Wochen (insgesamt 13) | 13                                     | SZA                                    | SOS                                    | –                         |
| 12. Januar 2025 – 18. Januar 2025 1 Woche | 1                                      | Lil Baby                               | WHAM                                   | –                         |
| 19. Januar 2025 – 8. Februar 2025 3 Wochen (insgesamt 4) | 4                                      | Bad Bunny                              | Debí tirar más fotos                   | –                         |
| 9. Februar 2025 – 15. Februar 2025 1 Woche | 1                                      | The Weeknd                             | Hurry Up Tomorrow                      | –                         |
| 16. Februar 2025 – 22. Februar 2025 1 Woche (insgesamt 3) | 3                                      | Kendrick Lamar                         | GNX                                    | –                         |
| 23. Februar 2025 – 1. März 2025 1 Woche | 1                                      | PartyNextDoor & Drake                  | Some Sexy Songs 4 U                    | –                         |
| 2. März 2025 – 8. März 2025 1 Woche | 1                                      | Tate McRae                             | So Close to What                       | –                         |
| 9. März 2025 – 15. März 2025 1 Woche (insgesamt 3) | 3                                      | Kendrick Lamar                         | GNX                                    | –                         |
| 16. März 2025 – 22. März 2025 1 Woche | 1                                      | Lady Gaga                              | Mayhem                                 | –                         |
| 23. März 2025 – 5. April 2025 2 Wochen (insgesamt 3) | 3                                      | Playboi Carti                          | Music                                  | –                         |
| 6. April 2025 – 12. April 2025 1 Woche (insgesamt 3) | 3                                      | Ariana Grande                          | Eternal Sunshine                       | –                         |
| 13. April 2025 – 19. April 2025 1 Woche (insgesamt 3) | 3                                      | Playboi Carti                          | Music                                  | –                         |
| 20. April 2025 – 26. April 2025 1 Woche | 1                                      | Ken Carson                             | More Chaos                             | –                         |
| 27. April 2025 – 3. Mai 2025 1 Woche (insgesamt 13) | 13                                     | SZA                                    | SOS                                    | –                         |
| 4. Mai 2025 – 10. Mai 2025 1 Woche | 1                                      | Ghost                                  | Skeletá                                | –                         |
| 11. Mai 2025 – 17. Mai 2025 1 Woche (insgesamt 4) | 4                                      | Bad Bunny                              | Debí tirar más fotos                   | –                         |
| 18. Mai 2025 – 24. Mai 2025 1 Woche | 1                                      | Sleep Token                            | Even in Arcadia                        | –                         |
| 25. Mai 2025 – 19. Juli 2025 8 Wochen | 8                                      | Morgan Wallen                          | I’m the Problem                        | –                         |
| 20. Juli 2025 – 26. Juli 2025 1 Woche | 1                                      | JackBoys & Travis Scott                | JackBoys 2                             | –                         |